# 旁遮普拉傑普特人
旁遮普拉傑普特人，是指生活在旁遮普地區祖先是拉傑普特人的居民，他們生活以旁遮普語為母語，一直在當地生活至1947年。
1947年印巴分治後，旁遮普拉傑普特人以信仰決定去向，信仰伊斯蘭教的移民巴基斯坦的旁遮普省，信仰印度教和錫克教的則回流印度旁遮普邦。